# Galeruca jucunda
Galeruca jucunda är en skalbaggsart som först beskrevs av Franz Faldermann 1837.  Galeruca jucunda ingår i släktet Galeruca, och familjen bladbaggar. Enligt den svenska rödlistan är arten nära hotad i Sverige. Arten förekommer på Gotland och Öland. Artens livsmiljö är jordbrukslandskap.